# Запоток (Канал)
Запоток (словен. Zapotok) — мале розсіяне поселення на пагорбах на схід від Ангово в общині Канал, Регіон Горишка, Словенія. Висота над рівнем моря: 506,8 м.